# Lyon County (Iowa)
Das Lyon County ist ein County im US-Bundesstaat Iowa. Bei der Volkszählung im Jahr 2020 hatte das County 11.934 Einwohner und eine Bevölkerungsdichte von 7,8 Einwohnern pro Quadratkilometer. Der Verwaltungssitz (County Seat) ist Rock Rapids, benannt nach seiner Lage am Rock River.

## Geographie
Das County liegt im äußersten Nordwesten von Iowa am Ostufer des Big Sioux River, der die Grenze zu South Dakota bildet. Im Norden grenzt das Lyon County an Minnesota. Es hat eine Fläche von 1.522 Quadratkilometern, ohne nennenswerte Wasserfläche. An das Lyon County grenzen folgende Countys:
| Minnehaha County (South Dakota) | Rock County (Minnesota) | Nobles County (Minnesota) |
| Lincoln County (South Dakota)   |                         | Osceola County            |
|                                 | Sioux County            | O’Brien County            |

## Geschichte

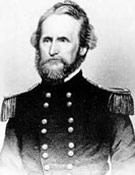
N. Lyon

Das Lyon County wurde 1851 aus ehemaligen Teilen des Woodbury County gebildet. Benannt wurde es nach General Nathaniel Lyon (1818–1861), einem Offizier im Mexikanischen Krieg und im Bürgerkrieg.

Im Iowa County liegt eine National Historic Landmark, die Blood Run Site. 9 weitere Bauwerke und Stätten des Countys sind im National Register of Historic Places eingetragen.

## Demografische Daten
Nach der Volkszählung im Jahr 2010 lebten im Lyon County 11.581 Menschen in 4.502 Haushalten. Die Bevölkerungsdichte betrug 7,6 Einwohner pro Quadratkilometer.
Ethnisch betrachtet setzte sich die Bevölkerung zusammen aus 97,9 Prozent Weißen, 0,1 Prozent Afroamerikanern, 0,1 Prozent amerikanischen Ureinwohnern, 0,2 Prozent Asiaten sowie aus anderen ethnischen Gruppen; 0,6 Prozent stammten von zwei oder mehr Ethnien ab. Unabhängig von der ethnischen Zugehörigkeit waren 1,8 Prozent der Bevölkerung spanischer oder lateinamerikanischer Abstammung.
In den 4.502 Haushalten lebten statistisch je 2,40 Personen.
27,7 Prozent der Bevölkerung waren unter 18 Jahre alt, 55,5 Prozent waren zwischen 18 und 64 und 16,8 Prozent waren 65 Jahre oder älter. 50,1 Prozent der Bevölkerung war weiblich.
Das jährliche Durchschnittseinkommen eines Haushalts lag bei 48.467 USD. Das Prokopfeinkommen betrug 22.815 USD. 8,0 Prozent der Einwohner lebten unterhalb der Armutsgrenze.

## Orte im Lyon County
Citys
| - Alvord - Doon - George - Inwood | - Larchwood - Lester - Little Rock - Rock Rapids |

Unincorporated Communitys
- Beloit
- Edna
- Granite
- Klondike

## Gliederung
Das Lyon County ist in 18 Townships eingeteilt:
| - Allison Township - Centennial Township - Cleveland Township - Dale Township - Doon Township - Elgin Township | - Garfield Township - Grant Township - Larchwood Township - Liberal Township - Logan Township - Lyon Township | - Midland Township - Richland Township - Riverside Township - Rock Township - Sioux Township - Wheeler Township |